# Ana Bjelica
Ana Bjelica (serbisch-kyrillisch Ана Бјелица; * 3. April 1992 in Belgrad, SFR Jugoslawien) ist eine serbische Volleyballspielerin.

## Karriere
Ana Bjelica spielt seit 2010 in der serbischen Nationalmannschaft auf der Diagonalposition. Sie wurde 2018 Weltmeisterin in Japan und gewann bei den Olympischen Spielen 2021 in Tokio die Bronzemedaille. Außerdem gewann Bjelica 2010 die Europaliga, wurde 2015 Zweite im Weltpokal sowie 2017 und 2019 Europameisterin. Bjelica spielte bei folgenden Vereinen: OK Roter Stern Belgrad (viermal serbische Meisterin und Pokalsiegerin), Chemik Police (zweimal polnische Meisterin und einmal Pokalsiegerin), Salihli Belediyespor, Osasco Voleibol Clube, OK Roter Stern Belgrad, VBC Voléro Zürich (Schweizer Meisterin), Volero Le Cannet, Osasco Voleibol Clube, Peking BAW, Železničar Lajkovac und Radomka Radom. Seit 2021 ist sie in Italien bei Megabox Vallefoglia aktiv.